# Seventh Code
『Seventh Code』（セブンス コード）は、2014年1月11日公開の日本映画。
監督は黒沢清、主演は前田敦子。

## 概要
もともとは前田敦子の4thシングル「セブンスコード」のミュージックビデオとして制作され、その後、日活が映画化と海外映画祭への出品を提案し、それが実現した。同シングルの劇場公開特別記念盤のDVDには、映画が全編収録される。
2013年11月、第8回ローマ国際映画祭のインターナショナル・コンペティション部門で最優秀監督賞と最優秀技術貢献賞の2冠に輝き、同映画祭における日本作品初の受賞となった。

## ストーリー
秋子は、東京で知り合った男・松永を追いかけて、ロシアのウラジオストクまでやってきた。しかし、再会した松永は秋子を覚えておらず、「外国では絶対に人を信じるな」と言い残して、秋子の前から姿を消してしまう。秋子は日本人の斉藤が経営する街の食堂で働きながら、松永を探す日々を送るが、ある日斉藤から、松永と思しき人物がマフィアと関わりのある廃工場に出入りしているという情報が入る。秋子は松永を追い求めて、廃工場へ向かう。

## キャスト
- 秋子 - 前田敦子
- 松永 - 鈴木亮平
- シャオイェン - アイシー（愛茜）
- 斉藤 - 山本浩司

## スタッフ
- 監督・脚本 - 黒沢清
- 企画 - 秋元康
- エグゼクティブプロデューサー - 窪田康志（AKS）、磯野久美子（太田プロダクション）、石田雄治（ジャンゴフィルム）
- プロデューサー - 荒川優美、椋樹弘尚
- 撮影 - 木村信也
- 照明 - 尾下栄治
- 美術 - 安宅紀史
- 録音 - 藤本賢一
- 編集 - 高橋幸一
- 衣装 - 宮本まさ江
- ヘア&メイク - 中村洋子
- 音響効果 - 岡瀬晶彦
- 劇伴音楽プロデューサー - 和田亨
- 劇伴音楽 - 林祐介
- VFXスーパーバイザー - 浅野秀二
- アクションコーディネーター - 小池達朗
- 助監督 - 北野隆
- 国際渉外担当 - 紀嘉久
- 製作 - AKS
- 制作協力 - キングレコード
- 制作プロダクション - 日活、ジャンゴフィルム
- 配給 - 日活